# جون إتش ديتريش
جون إتش ديتريش (بالإنجليزية: John H. Dietrich)‏ هو كاهن أمريكي، ولد في 14 يناير 1878، وتوفي في 22 يوليو 1957.